# العلاقات النرويجية المالية
العلاقات النرويجية المالية هي العلاقات الثنائية التي تجمع بين النرويج ومالي.

## مقارنة بين البلدين
هذه مقارنة عامة ومرجعية للدولتين:
| وجه المقارنة                                              | النرويج                                                   | مالي            |
| --------------------------------------------------------- | --------------------------------------------------------- | --------------- |
| المساحة (كم2)                                             | 385.21 ألف                                                | 1.24 مليون      |
| عدد السكان (نسمة)                                         | 5.33 مليون                                                | 18.54 مليون     |
| الكثافة السكانية (ن./كم²)                                 | 13.84                                                     | 14.95           |
| العاصمة                                                   | أوسلو                                                     | باماكو          |
| اللغة الرسمية                                             | بوكمول، لغات السامي، نينوشك، اللغة النرويجية              | لغة فرنسية      |
| العملة                                                    | كرونة نروجية                                              | فرنك غرب أفريقي |
| الناتج المحلي الإجمالي (بليون دولار)                      | 398.83 مليار                                              | 15.29 مليار     |
| الناتج المحلي الإجمالي (تعادل القوة الشرائية) بليون دولار | 322.23 مليار                                              | 35.69 مليار     |
| الناتج المحلي الإجمالي الاسمي للفرد دولار أمريكي          | 74.40 ألف                                                 | 724             |
| الناتج المحلي الإجمالي للفرد دولار أمريكي                 | 65.61 ألف                                                 | 1.60 ألف        |
| مؤشر التنمية البشرية                                      | 0.944                                                     | 0.419           |
| رمز المكالمات الدولي                                      | +47                                                       | +223            |
| رمز الإنترنت                                              | .no                                                       | .ml             |
| المنطقة الزمنية                                           | ت ع م+01:00، ت ع م+02:00، توقيت وسط أوروبا، أوروبا/أوسلو ‏ | 00              |

## منظمات دولية مشتركة
يشترك البلدان في عضوية مجموعة من المنظمات الدولية، منها:
| علم المنظمة | اسم المنظمة                               | تاريخ انضمام النرويج | تاريخ انضمام مالي |
| ----------- | ----------------------------------------- | -------------------- | ----------------- |
|             | مؤسسة التنمية الدولية                     | 24 سبتمبر 1960       | 27 سبتمبر 1963    |
|             | الأمم المتحدة                             | 27 نوفمبر 1945       | 28 سبتمبر 1960    |
|             | منظمة التجارة العالمية                    | 1995                 | ?                 |
|             | منظمة الشرطة الجنائية الدولية             | ?                    | ?                 |
|             | المركز الدولي لتسوية المنازعات الاستشارية | 15 سبتمبر 1967       | 2 فبراير 1978     |
|             | الاتحاد الدولي للاتصالات                  | 1866                 | 21 أكتوبر 1960    |
|             | الفريق المعني برصد الأرض                  | ?                    | ?                 |
|             | البنك الدولي للإنشاء والتعمير             | 27 ديسمبر 1945       | 27 سبتمبر 1963    |
|             | الاتحاد البريدي العالمي                   | ?                    | ?                 |
|             | منظمة حظر الأسلحة الكيميائية              | ?                    | ?                 |
|             | مؤسسة التمويل الدولية                     | 20 يوليو 1956        | 9 مايو 1978       |
|             | البنك الإفريقي للتنمية                    | 1963                 | ?                 |
|             | وكالة ضمان الاستثمار متعدد الأطراف        | 9 أغسطس 1989         | 22 أكتوبر 1992    |
|             | يونسكو                                    | 4 نوفمبر 1946        | 7 نوفمبر 1960     |

## وصلات خارجية
- موقع وزارة الخارجية النرويجية